# Okoiemovka
Okoiemovka (en rus: Окоемовка) és un poble (un possiólok) de la república de Sakhà, a Rússia, que en el cens del 2010 tenia 226 habitants, pertany al districte de Borogontsi.